# Elektronenflitser

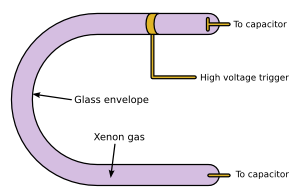
schema van de flitsbuis

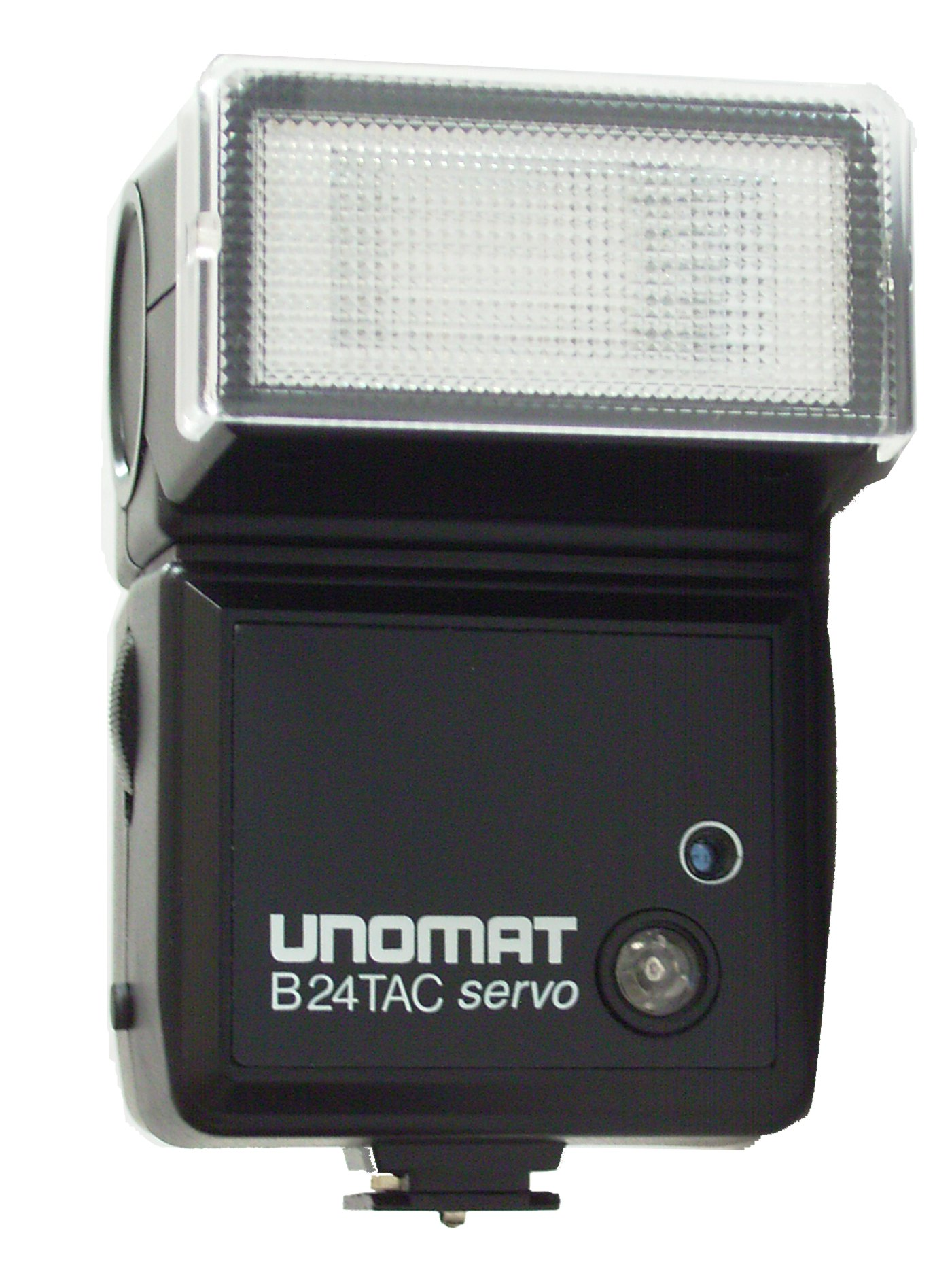
Unomat "computerflitser"

Een elektronenflitser is een fotografische flitser die werkt door een korte ontlading door een speciale, met xenongas gevulde gasontladingslamp, ook wel flitsbuis genoemd.
De energie die nodig is voor de flits wordt vooraf opgeslagen in een condensator, de benodigde spanning van enkele honderden volt wordt geleverd door een kleine omvormer die met een oscillator en een kleine transformator werkt, een wisselrichter.
De frequentie is bij veel flitsers hoorbaar als een zwakke, hoge fluittoon. De spanning op de condensator is op zich niet hoog genoeg om de lamp te ontsteken, hierom is een extra elektrode aangebracht waar op het moment dat de flitser af moet gaan een spanningspuls van een paar duizend volt gezet wordt en waardoor de gasontlading start. Eenmaal gestart blijft de stroom lopen en zal de condensator zich vrijwel geheel ontladen. De ontlading en dus de duur van de flits duurt extreem kort, bij een gemiddelde flitser 1/20.000ste seconde of zelfs nog korter.
Een met de elektronenflitser vergelijkbaar principe wordt toegepast in de stroboscoop en stroomstootwapen.

## "Computerflitser"
De eerste elektronenflitsers gaven een flits van vaste sterkte af, de overige opnameomstandigheden moesten daarop afgestemd worden. De sterkte werd uitgedrukt in het richtgetal, waarmee afstand en te gebruiken diafragma eenvoudig te bereken zijn.
Latere flitsers waren zelf in staat om de belichting te bepalen. Ze bevatten hiervoor een fotocel die het van het onderwerp teruggekaatste licht mat. Als de gewenste belichting bereikt was werd de flitsbuis binnen een fractie van een milliseconde kortgesloten, bij de eerste modellen met een tweede "donkere" flitsbuis, later werd hiervoor een thyristor gebruikt.
Bij nog latere ontwerpen werd de stroom door de flitsbuis zelf onderbroken, zodat de in de condensator opgeslagen energie niet verloren ging. Omdat de condensator niet iedere keer helemaal opnieuw opgeladen hoefde te worden kon hiermee sneller achter elkaar geflitst worden, bovendien spaarde dit batterijen.

## Dedicatedflitser
Met de komst van elektronica in camera's werd deze steeds vaker gekoppeld met die in de flitser. Hiermee werd het bijvoorbeeld mogelijk de lichtmeting niet via een aparte fotocel uit te voeren, maar "door de lens" in de camera zelf. Ook allerlei statusmeldingen, zoals het al dan niet paraat staan van de flitser kon aan de camera doorgegeven worden. Om dit te bereiken kregen zowel flitser als camera een aantal extra contactpunten in de koppeling tussen flitser en camera. Een nadeel hierbij is dat elke camerafabrikant een eigen systeem ontwikkelde en dat flitsers niet meer tussen merken uitgewisseld kunnen worden. Sommige onafhankelijke flitserfabrikanten hebben als oplossing hiervoor een systeem met onafhankelijke camera-adapters ontwikkeld, die onder de flitser geklikt kunnen worden om hem zo aan een bepaald camerasysteem aan te passen.
In de jongste generaties flitser/camerasystemen wordt zelfs een korte flits of serie flitsen voor de eigenlijke opname afgegeven. De camera kan de juiste hoeveelheid af te geven licht berekenen uitgaande van de helderheid van het onderwerp, de (via autofocus) bepaalde afstand en nog meer factoren, en deze gewenste hoeveelheid licht aan de flitser doorgeven. Door een communicatieprotocol dat een serie korte, zwakke flitsjes gebruikt is het zelfs mogelijk meerdere flitsers tegelijk te gebruiken zonder dat ze met kabels aan elkaar of met de camera verbonden zijn.

## Flitsen in de praktijk
Indien de flitser als hoofdlichtbron wordt gebruikt dan moet afstand tussen flitser en onderwerp zo groot mogelijk worden gehouden om de contrastomvang te verlagen en lichtval zo natuurlijk mogelijk te houden. Als het richtgetal hoog genoeg is en als de flitskop gekanteld kan worden kan indirect (via het plafond of een lichtgekleurde wand) geflitst worden. Bij gebruik van meerdere automatische flitsers die niet met elkaar kunnen communiceren moet de belichting met de hand ingesteld worden, anders zullen de flitsers elkaar via de lichtsensoren beïnvloeden. Bij gebruik van meerdere flitsers kunnen meerdere schaduwen ontstaan, wat een onnatuurlijke indruk kan maken.
Flitslicht is ook buiten bruikbaar als hoofdlicht, het daglicht wordt uitgeschakeld door de sluitersnelheid te verhogen. Hierdoor lijkt het of de foto 's nachts is opgenomen, dit is echter alleen mogelijk met een centraalsluiter daar deze met elke sluiter snelheid is gesynchroniseerd met alle flitsers. Bij camera's met spleetsluiter werkt dit alleen maar als de sluitertijd niet korter wordt dan de flitssynchronisatietijd.
Om het contrast te verlagen kan een invulflits gebruikt worden. Bij een tegenlicht-opname is het onmogelijk de foto goed te belichten, gedeelten zijn over- dan wel onderbelicht, tenzij gebruik wordt gemaakt van HDRI. Voor een natuurlijk ogende opname moet ervoor gezorgd worden dat het hoofdlicht (bijvoorbeeld de zon) helderder is dan het invullicht, de invulflitser moet zo ingesteld worden dat deze ongeveer een stop minder belicht dan wanneer de flitser het hoofdlicht zou zijn. Dit kan bijvoorbeeld gedaan worden door op de flitser een hogere filmgevoeligheid in te stellen.